# Efecto de positividad
En psicología y ciencia cognitiva, el efecto de positividad es la capacidad de analizar de manera constructiva una situación en la que no se logran los resultados deseados; pero aun así obtener comentarios positivos que ayuden a nuestra progresión futura. Cuando una persona considera a la gente que le gusta (incluidos ellos mismos), la persona tiende a hacer atribuciones situacionales sobre sus conductas negativas y atribuciones disposicionales sobre sus comportamientos positivos. Lo contrario puede ser cierto para la gente que no le gusta la persona. Esto bien puede deberse a la disonancia entre gustarle a una persona y ver que se comporta negativamente. Ejemplo: si un amigo golpea a alguien, uno le diría que el otro se lo merecía o que tenía que defenderse.

## En atribución
El efecto de positividad se relaciona con la tendencia de la gente, al evaluar las causas de las conductas de una persona que les gusta o prefiere, atribuir la disposición inherente de la persona como causa de sus conductas positivas y las situaciones que las rodean como causa de sus conductas negativas. El efecto de positividad es el inverso del efecto de negatividad, que se encuentra cuando las personas evalúan las causas de los comportamientos de una persona que no les gusta. Ambos efectos son sesgos de atribución.

## En la percepción
En las redes sociales en línea como Twitter, los usuarios prefieren compartir noticias positivas y se ven emocionalmente afectados por las noticias positivas más que por las negativas.